# Karaula (przełęcz)
Karaula – przełęcz górska w Bośni i Hercegowinie.
Znajduje się na 910 m n.p.m. Przez przełęcz wiedzie droga magistralna M18 Tuzla – Sarajewo, dokładniej jej odcinek Kladanj – Podpaklenik. Z powodu drogiego utrzymania i utrudnień warunków jazdy w planie jest budowa pod przełęczą tunelu Karaula o długości 902 metrów w ramach projektu modernizacji dróg Federacji Bośni i Hercegowiny.